# Bernd Potthast
Bernd Potthast (* 16. Dezember 1922; † 23. Juli 2008 in Köln-Rodenkirchen) war ein deutscher Wirtschaftsjurist und Kommunalpolitiker.

## Leben
Bernd Potthast war eines von vier Kindern aus der Ehe von Bruno Potthast und Hilde geb. Weimann. Er war Soldat im Zweiten Weltkrieg und wurde schwer verwundet. 1945 begann er ein Studium der Rechtswissenschaften an der Universität Marburg, wo er auch zum Doktor der Rechte promoviert wurde.
Er machte 1952 sein Assessor-Examen und übernahm die väterliche Wirtschaftskanzlei in Köln.
Potthast war zudem von 1971 bis 2003 Kanzler des Erzbistums Köln. Er war stellvertretender Vorsitzender des Vorstandes der Diözesan-Caritasverband für das Erzbistum Köln e.V. Er war von 1971 bis 1995 Mitglied des Diözesankirchensteuerrats. Im Bischöflichen Hilfswerk Misereor vertrat er das Erzbistum Köln im Vorstand und war Mitglied des Verwaltungsrats, zuletzt Vorsitzender. Er war Gründer der Brasilienhilfe Bischof Pünder und engagierte sich fast dreißig Jahre lang für den Aufbau des Bistums Coroatá. Er war zudem in mehreren gemeinnützigen Stiftungen als Verwaltung- und Aufsichtsrat vertreten. Von 1967 bis 2003 war er Vizepräsident im Deutschen Verein vom Heiligen Lande; er war Initiator des Baus des Pilgerhauses in Tabgha am See Genezareth.

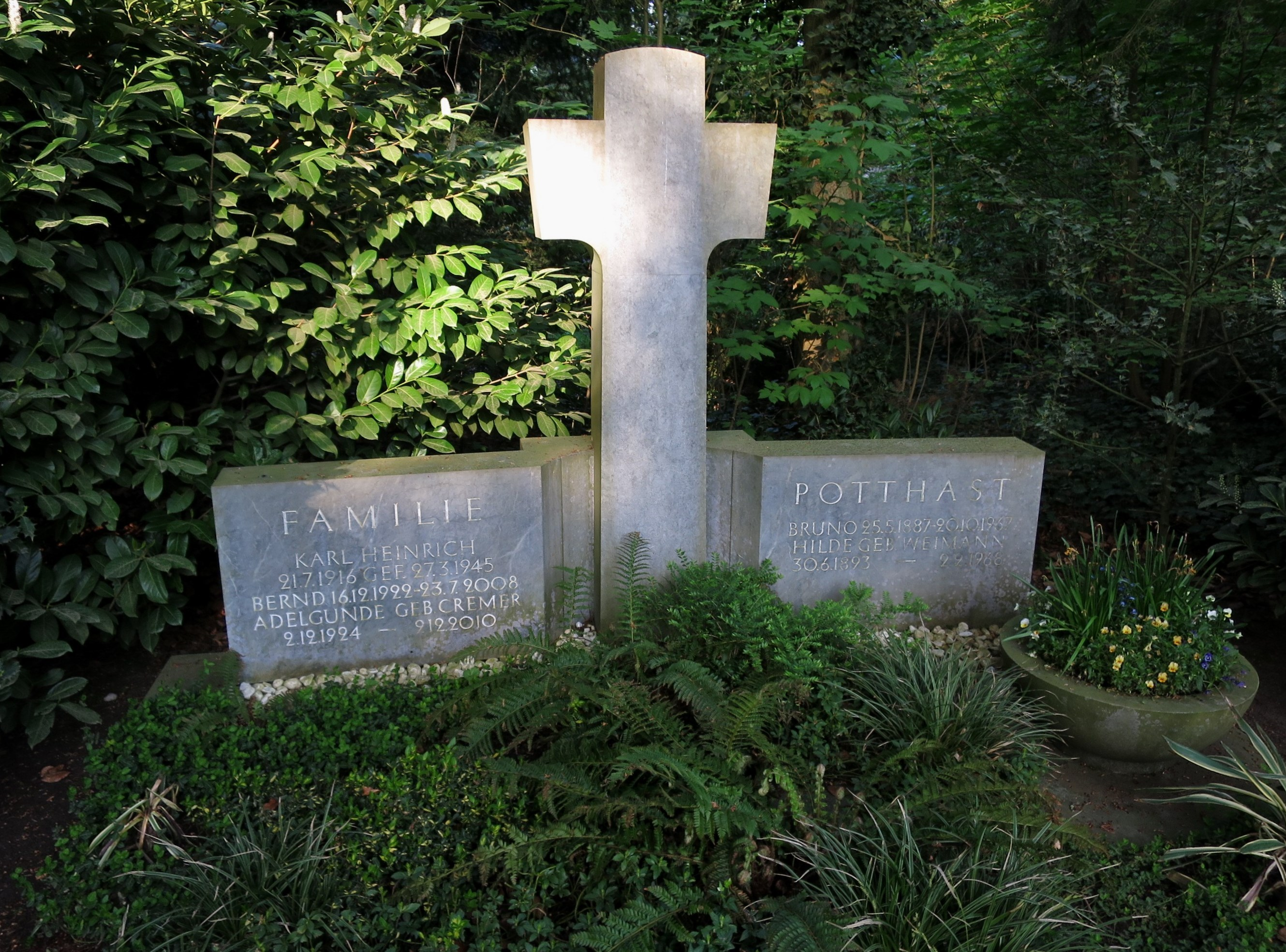
Grabstätte der Familie Potthast

Potthast war nach der Eingemeindung von 1976 bis 1990 Bezirksvertreter in Köln-Rodenkirchen (Stadtbezirk), seit 1976 auch Bezirksbürgermeister, und von 1984 bis 1989 zusätzlich im Rat der Stadt Köln.
1966 wurde er von Kardinal-Großmeister Eugène Kardinal Tisserant zum Ritter des Ritterordens vom Heiligen Grab zu Jerusalem ernannt und am 3. Dezember 1966 im Augsburger Dom Mariä Heimsuchung durch Lorenz Kardinal Jaeger, Großprior der deutschen Statthalterei, investiert; zuletzt im Rang eines Komtur mit Stern.
Potthast war verheiratet mit Adelgunde geb. Cremer (1924–2010); aus der Ehe gingen fünf Kinder hervor.
Er wurde im Familiengrab auf dem Kölner Südfriedhof (Flur 22) beigesetzt.

## Ehrungen
- Bundesverdienstkreuz 1. Klasse des Verdienstordens der Bundesrepublik Deutschland (1994)
- Ritter des Ritterordens vom Heiligen Grab (1966)
- Komtur mit Stern des Ritterordens vom Heiligen Grab zu Jerusalem (1976)
- Komtur des Päpstlichen Gregoriusordens
- Goldene Palme von Jerusalem